# Ménaka (diosa)

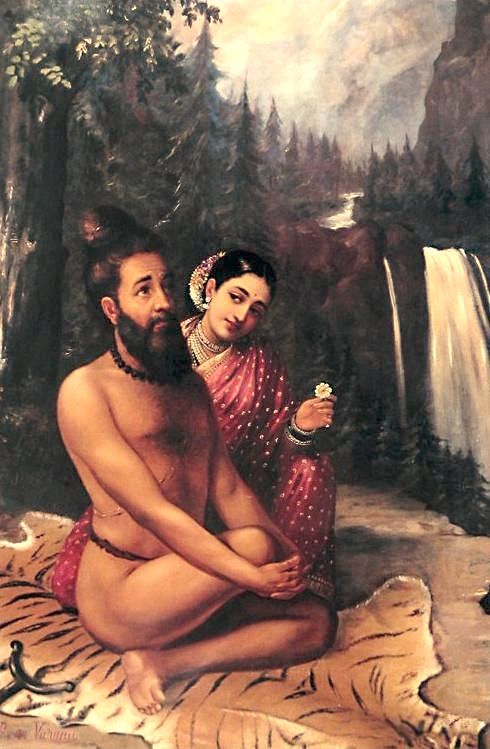
La apsara Ménaka seduce al sabio solitario Viswamitra. Pintura de Rash Ravi Varma.

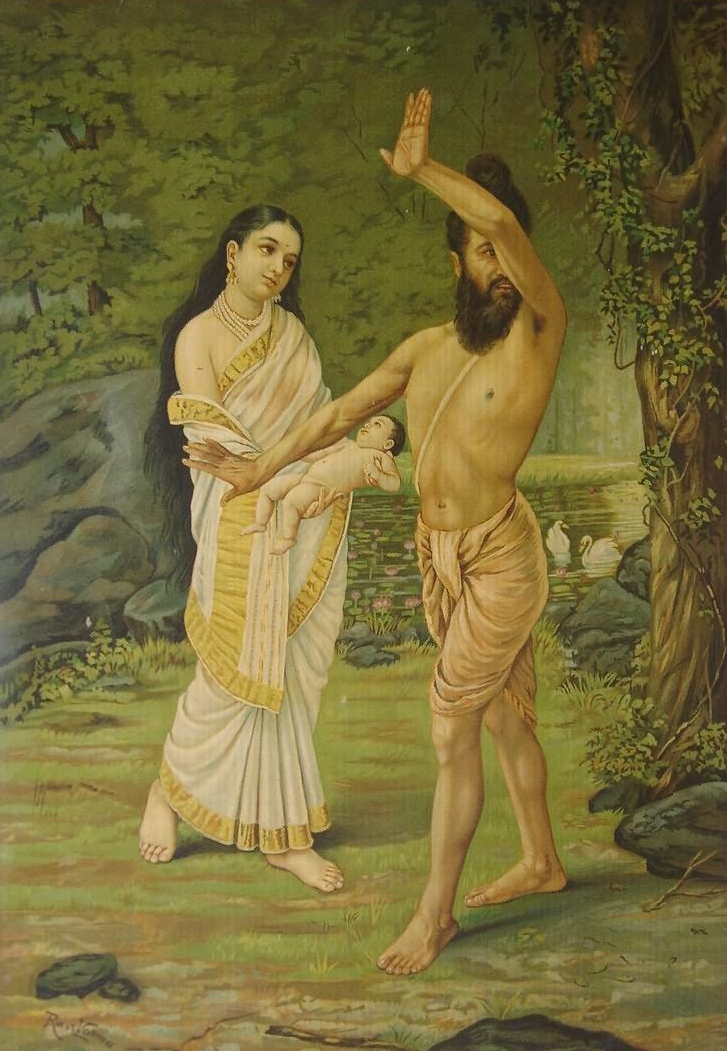
El nacimiento de Shakuntala: Visuamitra rechaza a la niña y a la madre, debido a que representan un freno para su vida espiritual. Pintura de Rash Ravi Varma.

En el marco de la mitología hinduista, Ménaka o Menaka es considerada una de las más hermosas apsaras (ninfas celestiales).

## Nombre sánscrito
- menakā, en el sistema AITS (alfabeto internacional para la transliteración del sánscrito).[2]
- मेनका, en escritura devanagari del sánscrito.[2]
- Pronunciación:
  - /menáka/ en sánscrito[2] o bien
  - /ménaka/ en varios idiomas modernos de la India (como el bengalí, el hindí, el maratí o el palí).
- Etimología: hija de Mena[2]

## Historia del nombre
El escritor sánscrito Saiana menciona que en el texto 1.51.13 del Rig-veda (el texto más antiguo de la India, de mediados del II milenio a. C.) ya aparece el nombre de Ménaka, pero no se la menciona como apsara sino solo como la hija de Vrisanasua.
Recién en el Jari-vamsha (sección del Majabhárata) y el Ramaiana, ambos del siglo III a. C., se explica que ella es una cortesana (prostituta de palacio) del paraíso de Indra.

## Leyenda
Según el Shad-vimsa-bráhmana, Ménaka era hija de Vrisanasua, también llamado Mena.

### Pervertidora de Visuamitra
Ménaka fue enviada por Indra, el rey de los devas, para seducir a Visuamitra, que hacía 10 000 años que estaba realizando terribles austeridades para convertirse en un majarshi (‘gran sabio’). Indra, asustado por los poderes que estaba acumulando ―que le permitiría al sabio convertirse en el próximo Indra―, envió la hermosa ninfa celestial llamada Ménaka desde el Cielo a la Tierra para atraerlo y romper su meditación. Menaka incitó con éxito la lujuria y la pasión de Visuamitra al ver su belleza. El sabio se enamoró, y copuló con ella durante muchos años, lo que le hizo perder todo su crédito piadoso. Ella quedó embarazada y parió una hija, Shakuntalá. Entonces él se dio cuenta de que había olvidado su meta anterior. Abandonó a Ménaka y a su bebé en la selva y las maldijo a no poder verlo nunca más.
Ménaka abandonó a la recién nacida Shakuntala en la ermita del sabio Kanua. Años más tarde, el rey Dusianta se enamoró de Shakuntala y dieron a luz al mítico emperador Bharata, por quien la India recibiría su nombre actual (Bharat).

### Esposa de los Himalayas
Según la literatura kavia, Ménaka se casó con Jimavat (‘que tiene nieve’; siendo hima: ‘nieve’, y vat: ‘que tiene’), el rey de los Himalayas (‘morada de la nieve’; siendo jima: ‘nieve’, y alaia: ‘que tiene’).
Con él tuvo varios hijos e hijas montes, entre ellos:
- Mainaka (‘hijo de Ménaka’). Se dice que este fue el único monte que retuvo sus alas cuando el dios Indra se las cortó a todas las montañas. Según el Majabhárata (texto epicorreligioso del siglo III a. C.) este monte estaba entre el punto sur de la península índica y la isla de Lanka.
- Parvati o Ménaka-atmashá (‘la hija de Ménaka’), que se convertiría en la esposa del dios Shiva.